# Crivitz, Wisconsin
Crivitz là một làng thuộc quận Marinette, tiểu bang Wisconsin, Hoa Kỳ. Năm 2006, dân số của làng này là 998 người.